# Bassin minier de Bokaro
Le bassin minier de Bokaro est un bassin minier de charbon situé dans l'état du Jharkhand en Inde.